# Sudsko Selo
Sudsko Selo (cyr. Судско Село) – wieś w Serbii, w okręgu raskim, w mieście Novi Pazar. W 2011 roku liczyła 67 mieszkańców.